# Surnuméraire (administration)
Un surnuméraire est celui qui est en trop. Ainsi, un employé surnuméraire dans l’administration est celui qui, bien qu'en service dans l'organisation, doit attendre une place vacante pour être titularisé.